# Knåda (södra delen)
Knåda (södra delen) utgör södra delen av orten Knåda i Ovanåkers socken i Ovanåkers kommun. Bebyggelsen avgränsades 1995-2023 till en separat avgränsad småort men ingick i tätorten Knåda från 1975 till och med 1995 samt från 2023.